# Editions du Carrefour
Die Editions du Carrefour (auch häufig kurz Edition Carrefour oder Editions Carrefour) war ein von 1928 bis 1940 bestehender Verlag mit Sitz in Paris. In seiner Gründungszeit hatte der Verlag sich auf die Herausgabe schöngeistiger linker Literatur und Kunst spezialisiert. Im März 1933 erwarb der aus dem Deutschen Reich geflohene KPD-Funktionär Willi Münzenberg den Verlag und machte ihn zum wichtigsten nicht in der Sowjetunion befindlichen publizistischen Sprachrohr der Exil-KPD und bedeutenden Verlag der deutschen Emigration während der Zeit der NS-Diktatur. Der Verlag war auf die Veröffentlichung antinazistischer Bücher, Broschüren und Flugblätter spezialisiert.

## Geschichte
Der KPD-Funktionär Willi Münzenberg, bis zu seiner Flucht aus Deutschland im März 1933 Reichstagsabgeordneter sowie Herausgeber verschiedener kommunistischer Zeitungen, übernahm den Verlag Editions du Carrefour etwa im April 1933 mit Genehmigung der Moskauer Komintern  durch Hilfe der Kommunistischen Partei Frankreichs. Durch Vermittlung des französischen Schriftstellers Paul Nizan lernte er den Schweizer Verleger Pierre G. Lévy kennen. Pierre Gaspare Levy war ein Schweizer Linksintellektueller elsässischer Herkunft, der sich an dem Kampf gegen den Nationalsozialismus engagieren wollte und ein Sympathisant der KPF geworden war. Levy hatte seinen Verlag 1928 gegründet und nach dem ersten Standort am Straßenkreuz „Carrefour de la Croix Rouge“ „Editions du Carrefour“ benannt.
Levy hatte sich in vorangegangenen Jahren auf die Herausgabe schöngeistiger linker Literatur und Kunst spezialisiert. Außer entsprechenden Romanen veröffentlichte er insbesondere die von Mai 1929 bis Juni 1931 erschienene Zeitschrift Bifur, eine Avantgarde-Revue, die als künstlerisch avantgardistisch und politisch anarchistisch ausgerichtet galt. Zum Zeitpunkt der Übernahme war der Verlag finanziell gefährdet. Münzenberg konnte mit Hilfe von Geldern der Kommunistischen Internationale Räume und Namen des seit 1928 bestehenden Verlages übernehmen. Levy, als überzeugter Antifaschist und Jude ein scharfer Gegner des NS-Systems, stellte sich Münzenberg und seinen Mitarbeitern nach der Übernahme des Verlages als Berater zur Verfügung, der ihnen wichtige Kontakte über die Verlagslandschaft und Zugang zu dem Pariser Intellektuellenmilieu verschaffte. Es wurde im November 1933 eine Aktiengesellschaft gegründet. Die mehrheitlichen Anteilseigner waren Babette Gross mit 75,8 % der Anteile, Levy 11,8 % und Graf Mihály Károlyi mit 10 %.
Die Räume der Editions du Carrefour befanden sich zunächst in dem Haus Boulevard Saint-Germain Nr. 169, einem kleinen Gartenhaus, das bereits Levy als Sitz seines Verlages gedient hatte. 1934 zog der Verlag, um über die beengten Arbeitsbedingungen im Boulevard Saint-Germain hinauszukommen, wo er nur über zwei Zimmer verfügt hatte, in den vierten Stock des Gebäudes Boulevard Montparnasse Nr. 89 um, wo Münzenberg – in der gegenüberliegenden Zimmerflucht – auch das von ihm geführte Pariser Büro der Internationalen Arbeiterhilfe eingerichtet hatte.
Zu den Mitarbeitern des Verlages gehörten außer Münzenberg und seiner Lebensgefährtin Babette Gross, die die Geschäftsführerin der Editions wurde, u. a. Arthur Koestler, Otto Katz und John Heartfield (Illustrationen und Umschlaggestaltungen). Außer eigenen, vom Redaktionsteam des Verlages zusammengestellten politischen Propaganda- und Aufklärungsschriften (insbesondere den sogenannten Braunbüchern, die über die Verhältnisse im nationalsozialistischen Deutschland aufklärten, siehe unten) gehörten auch Romane und politische Werke von bekannten linken Schriftstellern wie Bertolt Brecht und Johannes R. Becher zum Verlagsprogramm.
Die erste Publikation des Verlages war das im August 1933 veröffentlichte Braunbuch über Reichstagsbrand und Hitler-Terror. Dieses bot eine Zusammenstellung von angeblichen (zumindest teilweise später als Fälschungen entlarvten) Beweisen für die Verantwortung der Nationalsozialisten für die Inbrandsetzung des Berliner Reichstagsgebäudes in der Nacht vom 27. zum 28. Februar 1933 sowie eine Sammlung von dokumentarischen Materialien über zahlreiche von den Nationalsozialisten in den Monaten Februar bis Mai 1933 begangene Terror- und Unterdrückungsmaßnahmen gegen Kommunisten, Sozialdemokraten und andere zu ihnen in Opposition stehende Teile der deutschen Bevölkerung und sogar gegen Personen aus ihren eigenen Reihen. Insbesondere enthielt das Werk auch eine Liste von mehr als hundert Personen, die seit dem Machtantritt der Nationalsozialisten durch das Verschulden derselben – sei es durch gezielten Mord, sei es durch hemmungslose Gewaltanwendung mit Todesfolge – ums Leben gekommen waren, deren Ableben den Mitarbeitern des Münzenberg-Verlages zur Kenntnis gelangt war. Das kurz als Braunbuch bekannt gewordene Werk, das binnen kurzer Zeit mehr als 50 Auflagen in mehr als zwanzig Sprachen erreichte, wurde das mit weitem Abstand auflagenstärkste Werk der Edition Carrefour. Zudem entfaltete das Buch eine beträchtliche Massenwirksamkeit, indem es das Bild des Auslandes auf den NS-Staat in starker Weise prägte. Selbst die NS-Regierung konnte nicht völlig über das Werk hinweggehen: So wurden verschiedene der konkreten in dem Werk artikulierten Detail-Anschuldigungen gegen einzelne NS-Führer, wie Hermann Göring und Edmund Heines, in die Inbrandsetzung des Reichstagsgebäudes involviert gewesen zu sein, im Rahmen des Reichstagsbrandprozesses vor dem Reichsgericht in Leipzig im Herbst 1933 durch das Gericht aufgegriffen und überprüft und diverse weitere Vorwürfe des Braunbuches wurden von den Auslandspressediensten des Reichspropagandaministeriums wiederholt dementiert. Die Berliner SA sah sich sogar zur Veröffentlichung eines von Werner Schäfer, dem SA-Kommandanten des KZ Oranienburg, verfassten Anti-Braunbuches über dieses Lager veröffentlicht, in dem sie den in dem Braunbuch vorgebrachten "Greuelmärchen" über die Verhältnisse in diesem Lager und die den Gefangenen angetanen Schikanen entgegentrat. Während der Jahre 1933 bis 1945 wurden zahlreiche Angaben des Braunbuches in Schriften der antinazistischen deutschen Exil-Publizistik sowie der alliierten Kriegspropaganda aufgegriffen und während der ersten Jahrzehnte nach dem Zweiten Weltkrieg (in geringerem Maße auch heute noch) war das Werk eine von der geschichtswissenschaftlichen Forschungsliteratur in großer Häufigkeit herangezogene Quelle bzw. Referenzschrift. Analoge Feststellungen lassen sich mit Bezug auf zwei Nachfolgeschriften sagen, die Münzenberg dem Braunbuch – das Braunbuch II und das sogenannte Weißbuch über die Erschießungen vom 30. Juni 1934 (kurz Weißbuch) – nachfolgen ließ. 
Trotz einzelner Publikation mit hoher Auflage – wie den Braunbüchern – war der Verlag von Anfang an ein Zuschussunternehmen: Die finanziellen Defizite wurden durch Gelder gedeckt, die Münzenberg vor seiner Flucht aus Deutschland von seinen früheren kommunistischen Verlagen nach Paris hatte transferieren können. Die darüber hinaus anfallenden Kosten wurden von der Komintern bezahlt.
1937 ging die Leitung des Verlages auf den Kl-Funktionär Bohumír Šmeral über, der noch einige bereits unter Münzenberg geplante Bücher herausgab, danach war die Edition du Carrefour faktisch aufgelöst.

## Schriften aus dem Programm der Editions du Carrefour
Publikationen der 'alten' Editions du Carrefour (1929 bis 1933):
- Ancora un bellissimo viaggio in Persia. Tavernier, Jean-Baptiste, Voyage en Perse et description de ce royaume, Paris 1930.
- Claude Cahun: Aveux non avenus. Paris 1930.

Publikationen der 'neuen' Editions du Carrefour (1933 bis 1940):
1933:
- Anonym: Braunbuch über Reichstagsbrand und Hitler-Terror, Paris 1933. (Vorwort Lord Marley)

1934:
- Anonym: Braunbuch II. Dimitroff contra Göring. Enthüllungen über die wahren Brandstifter, Paris 1934. (Vorwort von Denis Nowell Pritt),  (Verfasser Otto Katz)[3]
- Bertolt Brecht: Lieder, Gedichte, Chöre, Paris 1934.
- Egon Erwin Kisch: Eintritt verboten, Paris 1934.
- Albert Schreiner: Hitler treibt zum Krieg, Paris 1934. Nachdruck 1979:

Albert Schreiner, Dorothy Woodman (Hrsg.): Hitler treibt zum Krieg. Dokumentarische Enthüllungen über Hitlers Geheimrüstungen. Herausgegeben von Dorothy Woodman, Sekretärin der englischen Union für demokratische Kontrolle. Aus dem Englischen übertragen von Franz Obermeier. Paris 1934. Nachdruck Köln, Pahl-Rugenstein und Röderberg-Verlag, Frankfurt am Main 1979.
- Anonym: Weißbuch über die Erschießungen vom 30. Juni 1934. Authentische Darstellung der deutschen Bartholomäusnacht, Paris 1934. (Vorwort von Georg Branting)
- Albert Schreiner/Dorothy Woodman (Hrsg.): Hitler treibt zum Krieg. Dokumentarische Enthüllungen über Hitlers Geheimrüstungen, Paris 1934. (aus dem Englischen übertragen von Franz Obermeier) (Nachdruck Köln, Pahl-Rugenstein und Röderberg-Verlag, Frankfurt am Main 1979).

1935:
- Anonym: Das braune Netz: Wie Hitlers Agenten im Auslande arbeiten und den Krieg vorbereiten, Paris 1935.
- Anonym: Naziführer sehen dich an, Paris 1934.
- Johannes R. Becher: Der Mann der alles glaubt. Dichtungen, Paris 1935.
- Karl Billinger (d. i. Paul W. Massing): Schutzhäftling Nr. 880. Aus einem deutschen Konzentrationslager, Paris 1935 (Roman)
- Dorothy Woodman (d. i. Albert Schreiner): Hitlers Luftflotte startbereit, Paris 1935.
- Anna Seghers Der Weg durch den Februar, Paris 1935.
- Bodo Uhse: Söldner und Soldat, Paris 1935.
- Dorothy Woodman: Hitlers Luftflotte starbereit, Paris 1935.

1936:
- Der Gelbe Fleck. Die Ausrottung von 500.000 deutschen Juden, Paris 1936. (Vorwort von Lion Feuchtwanger)
- Das deutsche Volk klagt an. Hitlers Krieg gegen die Friedenskämpfer in Deutschland. Ein Tatsachenbuch, Paris 1936.
- Albert Müller (d. i. Albert Schreiner): Hitlers motorisierte Stoßarmee. Heeres- und Wirtschaftsmotorisierung im dritten Reich, mit zahlreichen bildern, Karten und Tabellen und einem Anhang über die Militarisierung der entmilitarisierten Zone, Paris 1936.
- Franz Spielhagen (d. i. Otto Katz): Spione und Verschwörer in Spanien. Nach offiziellen nationalsozialistischen Dokumenten, Paris 1936.
- Sydney Fowler Wright: Der Untergang von Prag. Roman des Krieges von 1938, Paris 1936.
- Was soll mit den Juden geschehen? Praktische Vorschläge von Julius Streicher und Adolf Hitler, Paris 1936.

1937:
- Ernst Henry [d. i. Leonid Arkadjewitsch Chentow]: Feldzug gegen Moskau?, Paris 1937. (dt. Ausgabe von Hitler over Russia?, London 1936)
- Willi Münzenberg: Propaganda als Waffe, Paris 1937.
- Maximilian Scheer: Blut und Ehre, Paris 1937.

1938
- Le peuple allemand accuse. Appel à la conscience du monde. Un livre de documentation, Paris 1938.

1939:
- Albert Schreiner: Vom totalen Krieg zur totalen Niederlage Hitlers, Paris 1939.